# 黒部ダム (栃木県)
黒部ダム（くろべダム）は、栃木県日光市黒部、利根川水系鬼怒川に建設されたダム。高さ28.7メートルの重力式コンクリートダムで、東京電力リニューアブルパワーの発電用ダムである。同社の水力発電所・鬼怒川発電所へ送水し、最大12万7,000キロワットの電力を発生する。

## 歴史

### 建設
日露戦争終結後、鬼怒川上流に水力発電所を建設し、発生した電力を東京へ供給するという目的を持って鬼怒川水力電気が設立された。この計画は明治時代から構想され、東京電灯（現・東京電力）・駒橋発電所（山梨県大月市）の開発に携わった技術者らを招いて検討した結果、鬼怒川に3カ所の水力発電所を建設する計画としてまとめられた。同時に、年間を通じて一定でない鬼怒川の流量を調整するためのダム貯水池を五十里（いかり）・川俣地点に計画した。しかし、日露戦争による恐慌のため資金調達に何度か失敗し、計画の発起人たちの中でも事業を継続するか否かで真っ二つに意見が分かれた。議論の結果、事業は継続されることになり、利光鶴松を中心に設立されたのが鬼怒川水力電気である。同社は計画にあった3発電所を下滝発電所1カ所にまとめ、水不足に備える貯水池として黒部ダムを、出力調整用として逆川（さかせがわ）ダムを併せて建設することとした。利根川水系逆川に建設する逆川ダムは、黒部ダムと下滝発電所の中間に位置し、日本の発電用アースダムとしては大野ダム（山梨県上野原市）に続いて2例目となる。
社債発行により何とか資金を調達してきた鬼怒川水力電気は、建設工事を1911年（明治44年）2月に着手し、1912年（大正元年）12月に竣工（しゅんこう）、1913年（大正2年）1月に運転を開始させた。318メートルという高落差を利用して、最大3万1,200キロワットの電力を発生する下滝発電所は、当時日本最大級の規模を誇るものであった。供給先については東京市電気局（契約当時は東京鉄道。現在の東京都交通局）との間で電力供給の契約をあらかじめ済ませておいたことで、下滝発電所で発生した電気はすぐに人々の生活に供することができた。
しかし、想定を上回る大量の土砂が黒部ダムに堆積し、貯水容量を圧迫した。このため、水不足に備えて黒部ダムに貯水しておくという、当初の運用計画は破綻することになった。鬼怒川水力電気は新たなる水力発電所建設候補地を探すものの、決定打を見いだすことはできず、下滝発電所が水不足の際には火力発電によって需要をまかなうことにした。こうして、1919年（大正8年）に完成したのが隅田火力発電所である。

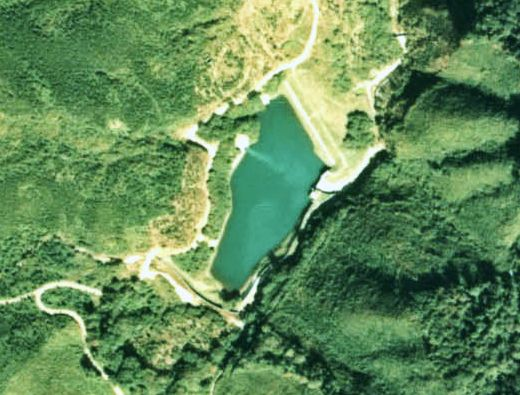
調整池・逆川ダム
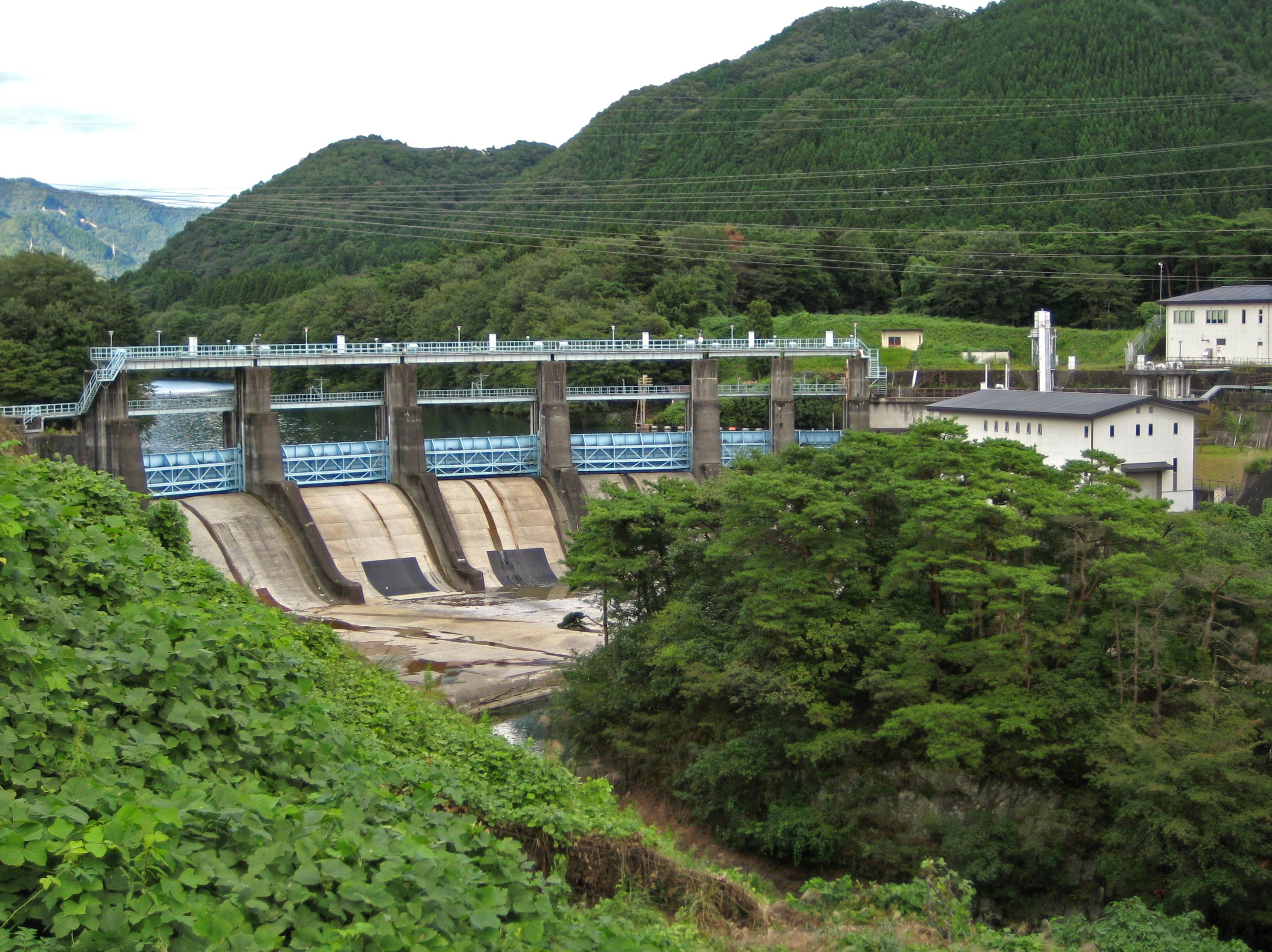
逆調整池・中岩ダム

### 再開発
戦後発足した東京電力は、供給エリアである首都圏の電力不足を解消するべく、各所で水力発電所の増強を実施していた。鬼怒川においては1961年（昭和36年）に鬼怒川水力建設所を設け、下滝発電所に大規模な改修を施し、鬼怒川発電所へと名称を一新して再出発させた。鬼怒川発電所では高落差地点に対応したフランシス水車を採用し、最大出力は旧下滝発電所運転開始当初の3万1,200キロワットから、12万7,000キロワットへと4倍も増強されている。発電に使用した水は放水路を通じて日光市に隣接する塩谷郡塩谷町、利根川水系白石川に建設された西古屋（にしごや）ダムへと送水され、一時的に貯えられる。その水を塩谷発電所（9,200キロワット）を通じて一定量を河川に放流することで、鬼怒川発電所の逆調整池として機能する。
東京電力による鬼怒川再開発では、このほか栗山発電所の増強（1万4,000キロワットから4万2,000キロワット）、川俣発電所の新設（2万7,000キロワット）が行われた。中でも鬼怒川・栗山・川俣の3発電所は、電力系統の周波数を安定化させるよう、出力を自動的に調整するAFC (Automatic Frequency Control) 運転を実施している。揚水発電所・今市発電所の運転開始もあって、鬼怒川は電源地帯として重要視されている。
その後、黒部ダムについても老朽化のため1987年（昭和62年）10月から改修工事が行われ、1989年（平成元年）3月に完成。洪水吐きゲートは22門から8門へと少なくする一方、湾曲したダム本体の面影はそのまま残すなど、周辺の景観に配慮したものとなっている。また、2018年（平成30年）に土木学会選奨土木遺産に選ばれる。

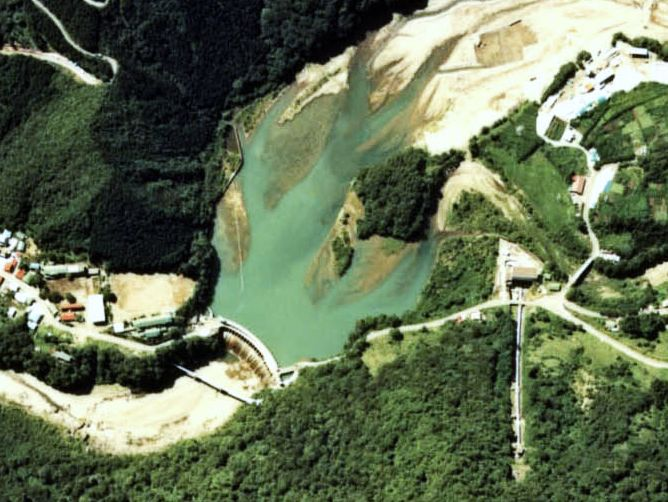
黒部ダム（改修前）
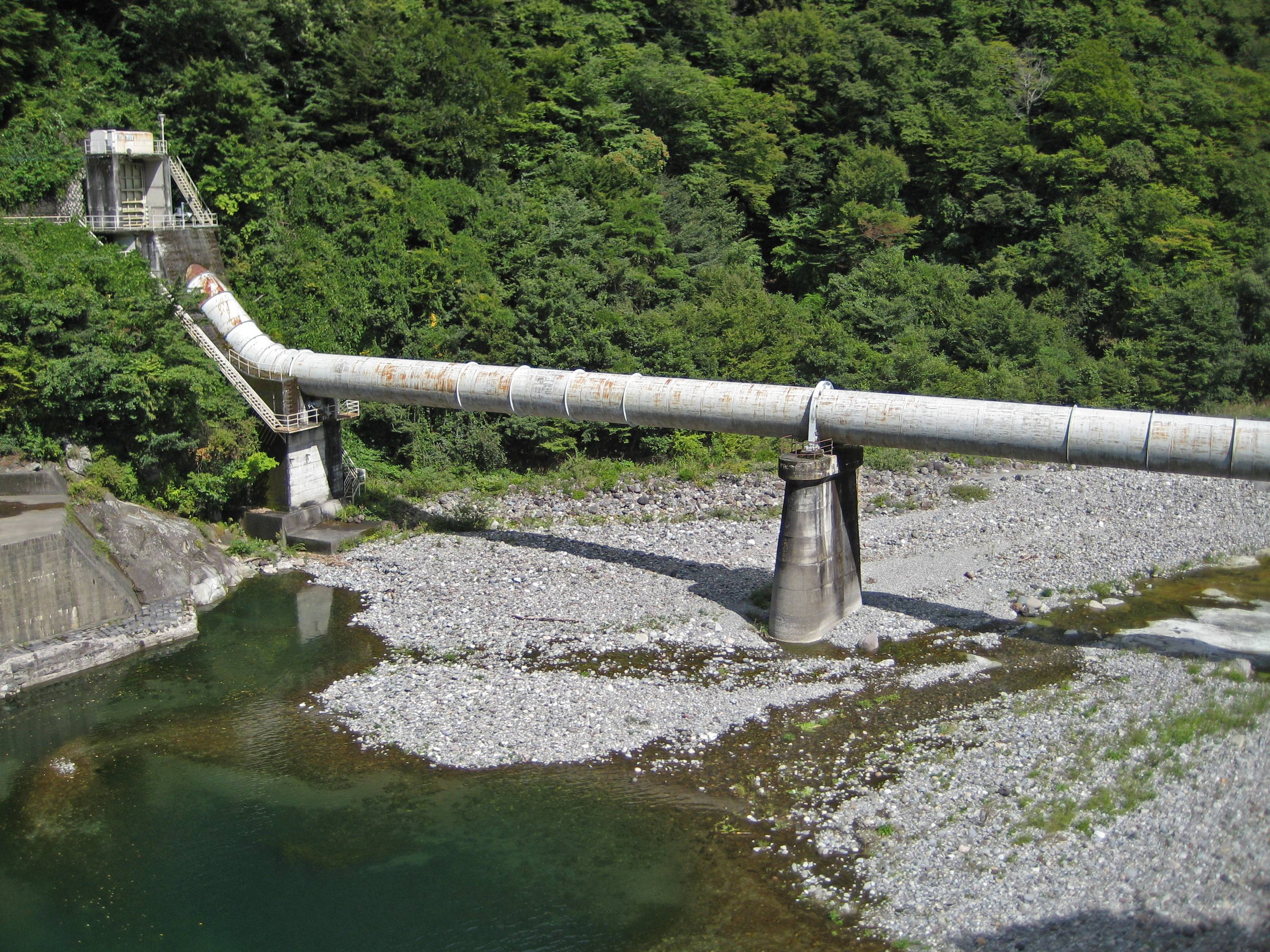
黒部ダムに増設された水圧鉄管
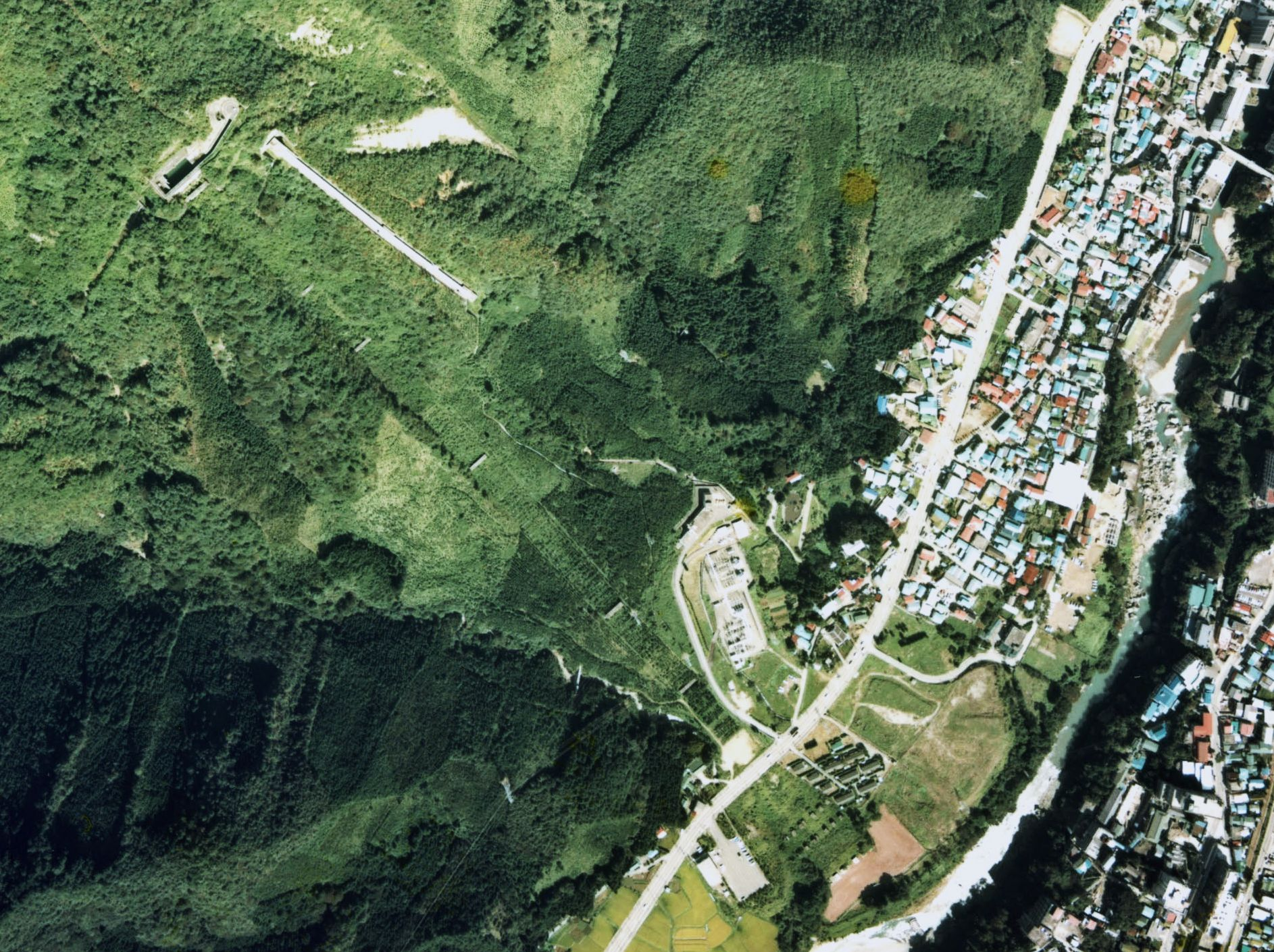
鬼怒川発電所[2] 鉄管そばに旧水圧鉄管の跡が見える。
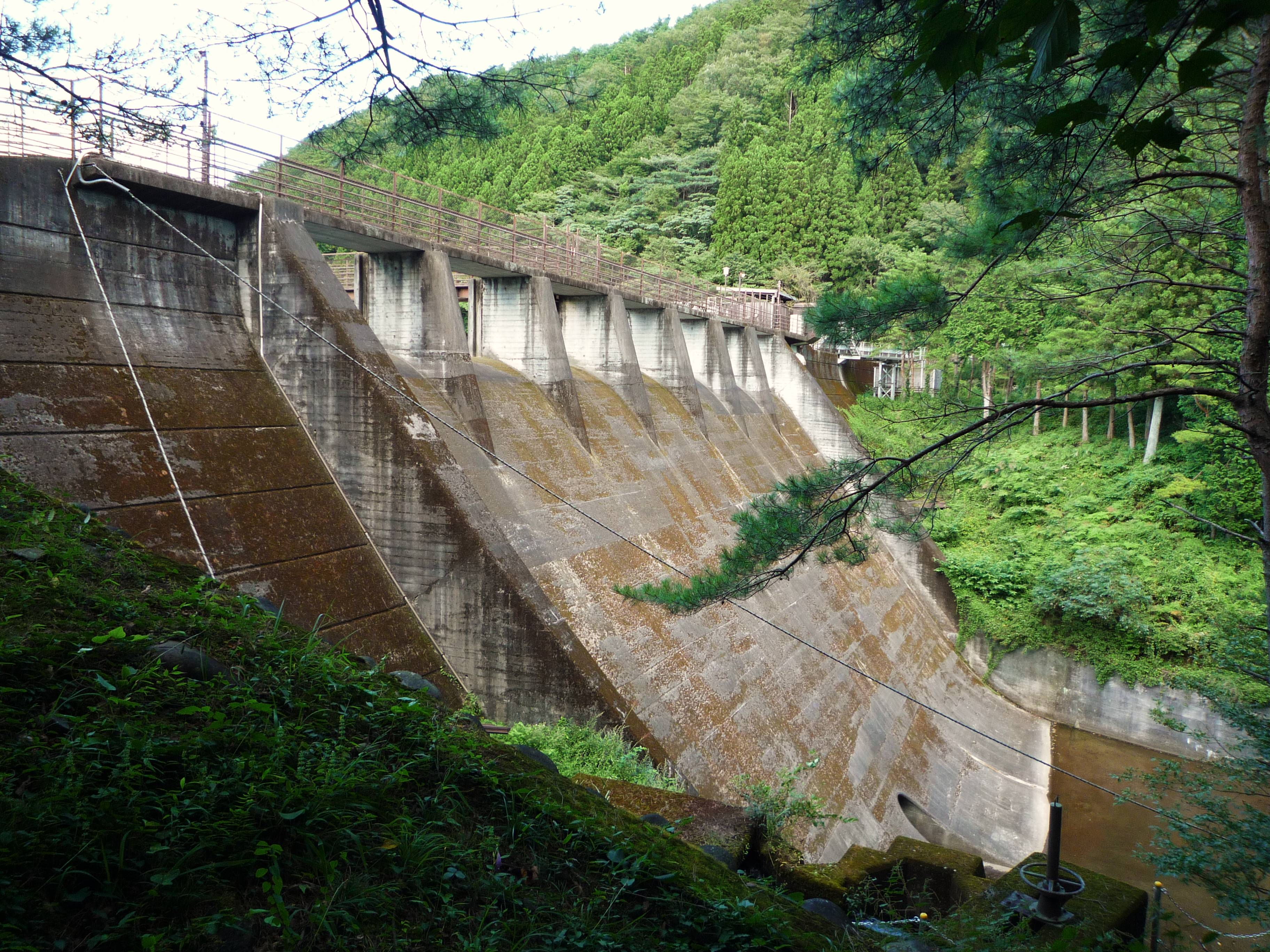
第2の逆調整池・西古屋ダム

### 移管
当ダムを所有・管理してきた東京電力ホールディングス（旧・東京電力）は、2020年4月、子会社の東京電力リニューアブルパワーに当ダムを移管した。

## 周辺
日光市鬼怒川温泉上流、五十里ダム・川治ダム・川俣ダムといった大ダム群（鬼怒川上流ダム群）の中に、黒部ダムはひっそりと存在する。「日本初の発電用コンクリートダム」という歴史あるダムであるが、一般への知名度は低い。黒部ダムと聞けば、日本で最も堤高の高い、富山県の立山黒部アルペンルートの黒部ダム（黒四ダム）を多くの人々が思い浮かべることだろう。
黒部ダムは、そのアーチ状に湾曲した外観から、『ダム年鑑』（日本ダム協会）を始めとする多くの文献において重力式アーチダムと見なされていた。しかし、東京電力は社史や現地案内板などで単なる重力式コンクリートダムとして扱っており、土木学会も認識を改めるなど、重力式アーチダムであるということを否定する方向に傾いている。

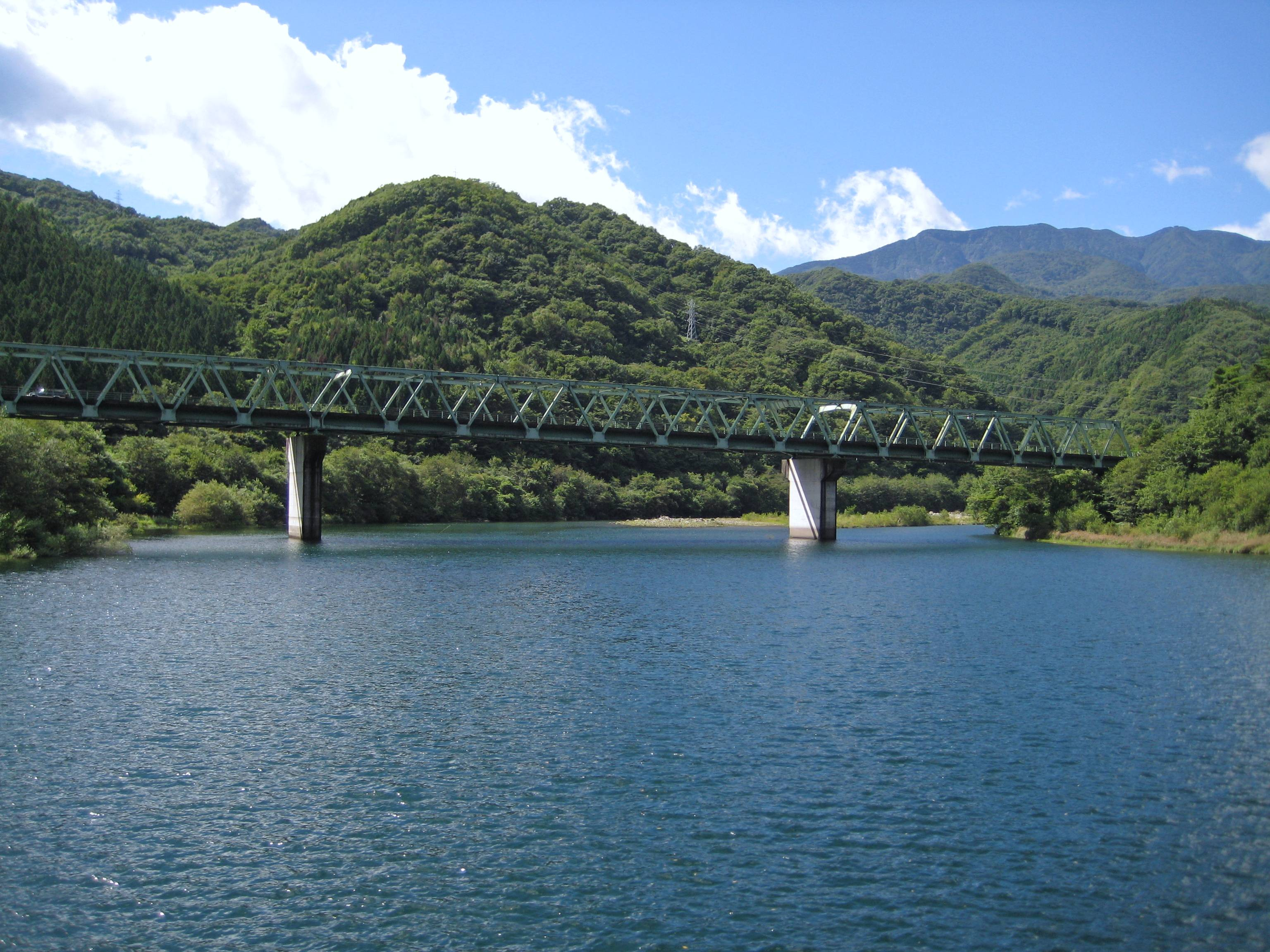
黒部ダム湖
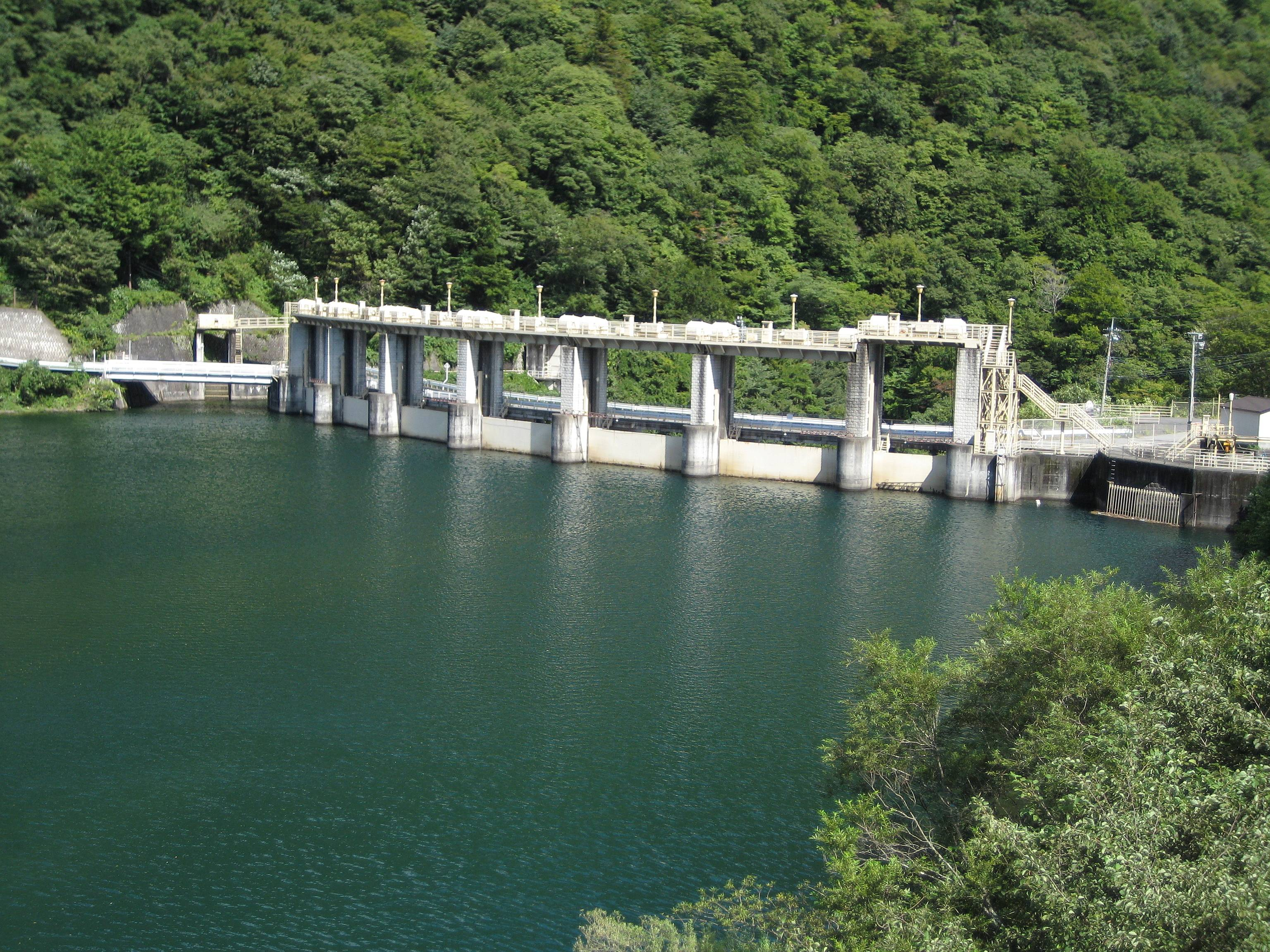
県道23号から望む黒部ダム

## 本ダムが登場する作品
- ダムマンガ（井上よしひさ）